# Artannes-sur-Thouet
Artannes-sur-Thouet ist eine französische Gemeinde mit 410 Einwohnern (Stand: 1. Januar 2022) im Département Maine-et-Loire in der Region Pays de la Loire. Sie gehört zum Arrondissement Saumur und zum Kanton Saumur. Die Einwohner werden Artannais genannt.

## Geographie
Artannes-sur-Thouet liegt etwa sieben Kilometer südlich des Stadtzentrums von Saumur. Der Thouet begrenzt die Gemeinde im Osten. Umgeben wird Artannes-sur-Thouet von den Nachbargemeinden Distré im Norden und Nordwesten, Bellevigne-les-Châteaux mit Chacé im Osten und Nordosten, Saint-Just-sur-Dive im Süden sowie Le Coudray-Macouard im Westen und Südwesten.

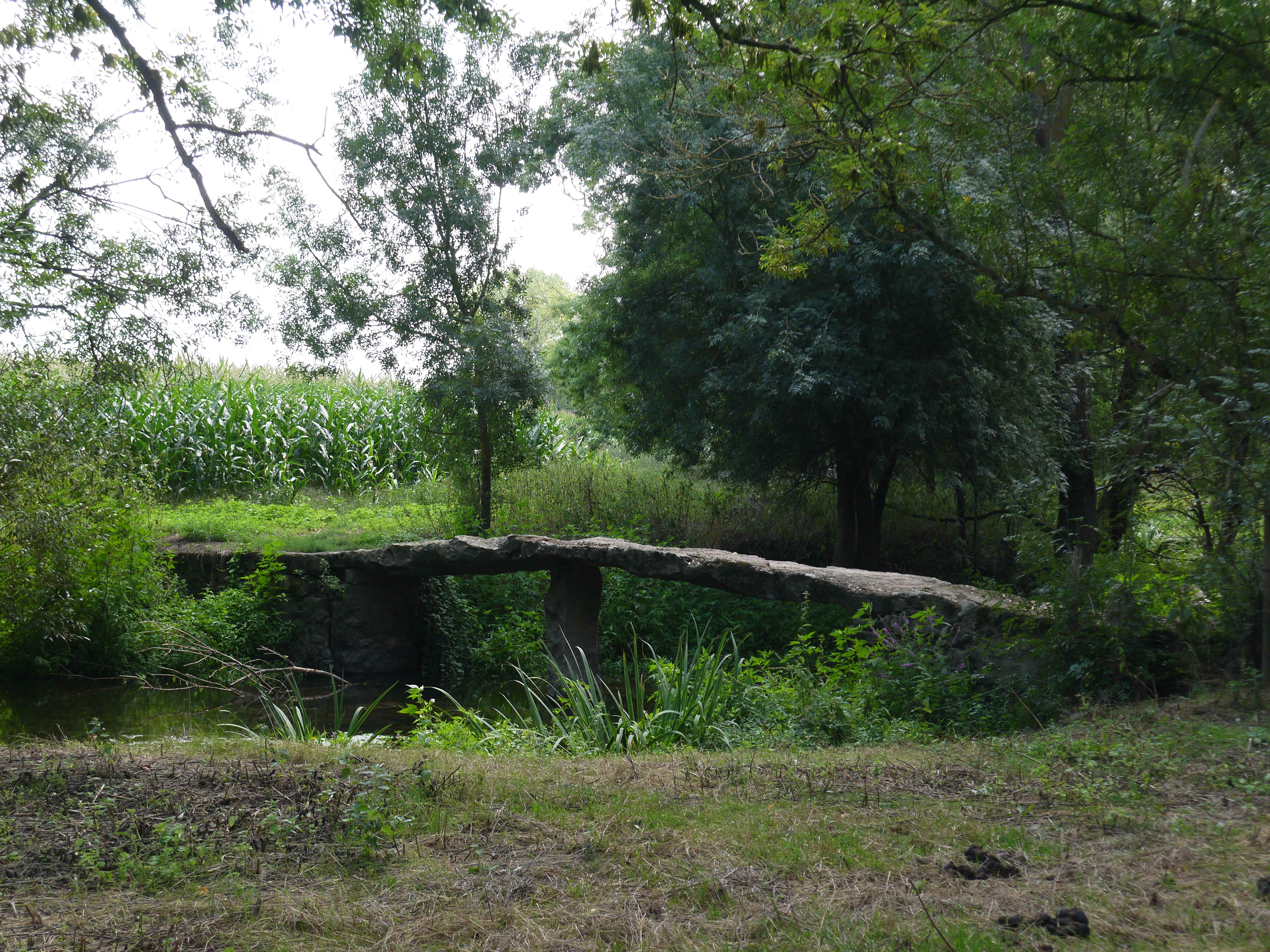
Steinplattenbrücke

## Bevölkerungsentwicklung
| Jahr                       | 1962 | 1968 | 1975 | 1982 | 1990 | 1999 | 2006 | 2018 |
| Einwohner                  | 142  | 148  | 162  | 292  | 328  | 399  | 458  | 428  |
| Quellen: Cassini und INSEE |      |      |      |      |      |      |      |      |

## Sehenswürdigkeiten
- Menhir von Charcé

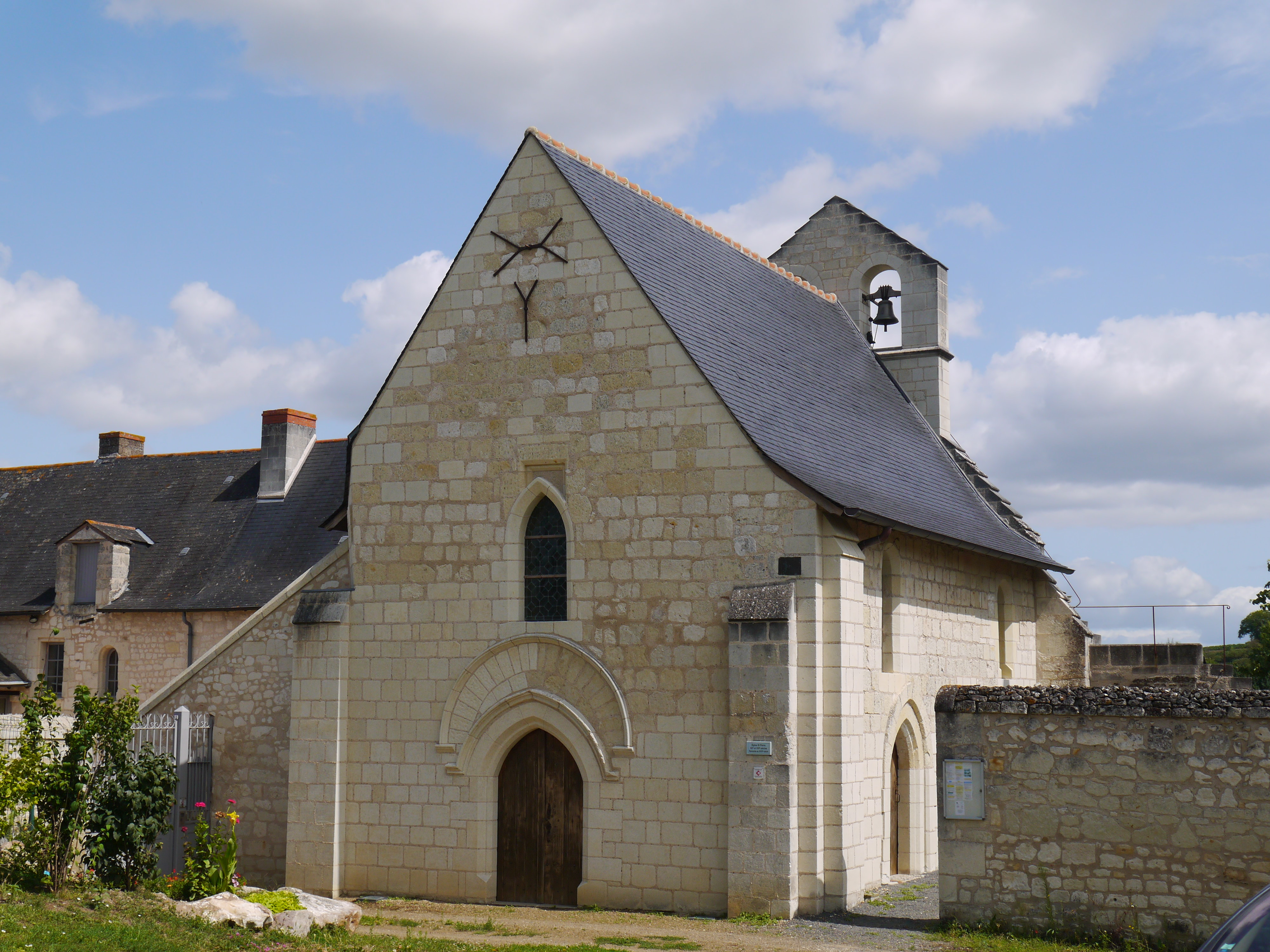
Kirche Saint-Pierre

- Ponts mégalithiques in Artannes-sur-Thouet
- Kirche Saint-Pierre

Siehe auch: Liste der Monuments historiques in Artannes-sur-Thouet

## Weinbau
Die Reben in Artannes-sur-Thouet gehören zum Weinbaugebiet Anjou.